# Ла-Коста (округ)
Округ Ла-Коста (ісп. La Costa) — адміністративно-територіальна одиниця 2-ого рівня у провінції Буенос-Айрес в центральній Аргентині. Адміністративний центр округу — Мар-дель-Тую (ісп. Mar del Tuyú).
Населення округу становить 69633 особи (2010). Площа — 226 кв. км.

## Історія
Округ заснований у 1978 році.

## Населення
У 2010 році населення становило 69633 особи. З них чоловіків — 34239, жінок — 35394.

## Політика
Округ належить до 5-ого виборчого сектору провінції Буенос-Айрес.